# Trigano
Trigano — французская компания, производитель домов на колёсах и прицепов. Штаб-квартира расположена в XIX округе Парижа.

## История
Компания Trigano была основана в 1935 году, первоначально занималась торговлей текстилем. В 1956 году начала производство палаток. В 1971 году был поглощён производитель автодомов SEMM (Caravelair). В 1974 году была поглощена компания Sterckeman. Также в 1974 году Trigano была куплена банком Crédit Lyonnais. В 1984 году был запущен бренд автодомов Chausson, а в 1985 году — Challenger. В 1987 году компания Trigano была приватизирована. В 1992 году был куплен производитель прицепов AMCA NOVAL. В 1998 году акции Trigano были размещены на бирже. В том же 1998 году был куплен контрольный пакет акций компании Autostar. В 1999 году были поглощены компании Caravans International и Auto-Trail. В следующие годы был поглощён ещё ряд производителей автодомов и прицепов: Arca и Caravanes La Mancelle (2001 год), Benimar (2002 год), Périgord VDL и Mecanorem (2004 год), Eura Mobil, Camping Profi и DRM (2005 год), Grove (2006 год), Notin, OCS, Lider и Gaupen-Henger (2012 год), SEA (2013 год), Luano Camp (2015 год), Auto-Sleepers, Adria, Hubière и Michael Jordan (2017 год), Gimeg и Martins of Exeter (2020 год). В 2024 году у компании Bénéteau было куплено подразделение по производству переносных домов под брендами O’Hara и IRM.

## Собственники и руководство
Контрольный пакет акций (57,9 %) принадлежит семье Фёйе.
- Франсуа Фёйе (François Feuillet) — председатель наблюдательного совета с 2020 года; до этого, с 1981 года, был председателем исполнительного совета.
- Стефан Жигу (Stéphane Gigou) — председатель исполнительного совета с 2020 года, ранее работал в автомобильных компаниях Renault и Fiat Chrysler Automobiles[6].

## Деятельность
Компания Trigano является производителем автодомов различных типов, от минифургона до альковена, а также прицепов-кемперов и легкосборных мобильных домов, продаваемых под 27 брендами. Другая продукция включает автоприцепы, палатки, оборудование для сада (открытые бассейны, беседки, качели и др.). Производственные мощности имеются в 6 странах: Франция, Италия, Германия, Англия, Испания и Словения.
Подразделения компании по состоянию на 2022/23 финансовый год:
- автодома — 67,2 тыс. проданных автодомов, 94 % выручки;
- прицепы и другая продукция — 112 тыс. проданных прицепов, 6 % выручки.

Выручка компании за 2022/23 финансовый год составила 3,48 млрд евро, основными рынками сбыта были Франция (33 % выручки), Германия (24 %), Великобритания (11 %), Италия (7 %), Бельгия (5 %), Испания (4 %).